# Amphibiocapillaria freitaslenti
Espèce
Synonymes
- Capillaria freitaslenti Araujo & Gandra, 1941 (protonyme)

Amphibiocapillaria freitaslenti est une espèce de nématodes de la famille des Capillariidae.

## Hôtes
Amphibiocapillaria freitaslenti parasite l'intestin grêle du lézard Tropidurus torquatus.

## Répartition
Amphibiocapillaria freitaslenti est connu du Brésil.

## Taxinomie
L'espèce est décrite en 1941 par les zoologistes brésiliens Theodoro Lion de Araújo et Yaro Ribeiro Gandra, sous le protonyme Capillaria freitaslenti. La dénomination spécifique, freitaslenti, est dédiée aux deux parasitologistes João Ferreira Teixeira de Freitas et Herman Lent, ayant collaboré ensemble dans l'étude de Capillariidae. En 1986, le parasitologiste tchèque František Moravec déplace l'espèce dans son genre actuel, Amphibiocapillaria.